# Rhodobacteria
Para el género, ver Rhodobacter.
Rhodobacteria es un grupo filogenético que agrupa a las bacterias púrpuras y relacionadas. Está conformado por las proteobacterias alpha, beta, gamma y zeta.
Fue propuesto como taxón por Cavalier-Smith en 1987 en la categoría de subfilo para agrupar a las α, β y γ-proteobacterias, dándole en 1998 la categoría de Phylum.
A pesar de que Rhodobacteria no tiene actualmente mayor reconocimiento taxonómico, tiene gran respaldo en los árboles filogenéticos moleculares; un respaldo como grupo monofilético aún mayor del que tiene por ejemplo Pseudomonadota. Rhodobacteria es un clado respaldado por la filogenia del ARNr 16S, 23S y genes codificadores de proteínas.

## Evolución y filogenia
Las rodobacterias son las proteobacterias típicas, y como tales, incluyen la mayoría de las bacterias quimioheterótrofas gramnegativas. Se presume que tienen su origen en un antepasado fotosintético común, constituyen el grupo bacteriano más numeroso y en la actualidad sólo una minoría son fotosintéticos. Evidencia del antepasado fotosintético parece encontrarse en las Rhodospirillaceae, pues se sitúa como grupo parafilético basal de las alfaproteobacterias según el análisis filogenético del ARNr 16S.
Este análisis de ARNr determina las relaciones del siguiente modo:
|  | α-proteobacteria                                                      |
|  |                                                                       |
|  | \| \| β-proteobacteria \| \| \| \| \| \| γ-proteobacteria \| \| \| \| |
|  |                                                                       |
|  | β-proteobacteria                                                      |
|  |                                                                       |
|  | γ-proteobacteria                                                      |
|  |                                                                       |

|  | β-proteobacteria |
|  |                  |
|  | γ-proteobacteria |
|  |                  |

|  | α-proteobacteria                                                      |
|  |                                                                       |
|  | \| \| β-proteobacteria \| \| \| \| \| \| γ-proteobacteria \| \| \| \| |
|  |                                                                       |
|  | β-proteobacteria                                                      |
|  |                                                                       |
|  | γ-proteobacteria                                                      |
|  |                                                                       |

|  | β-proteobacteria |
|  |                  |
|  | γ-proteobacteria |
|  |                  |